# Stadion Unii Racibórz
Stadion Unii Racibórz – stadion piłkarski w Raciborzu położony w dzielnicy Płonia przy ulicy Srebrnej 12. Pojemność stadionu wynosi 2500 widzów, z czego 1140 to miejsca siedzące (500 pod dachem). Na przeciwległej stronie boiska znajduje się również sektor dla gości. Swoje mecze na stadionie w przeszłości rozgrywali piłkarze KP Unii Racibórz oraz piłkarki RTP Unii Racibórz.

## Mecze
Stadion był areną wielu istotnych zmagań piłkarskich, w tym spotkań na najwyższym szczeblu rozgrywek piłkarskich w Polsce, zarówno kobiet jak i mężczyzn.

### Spotkania w najwyższej klasie rozgrywek piłkarskich
W sezonach 1963/64 oraz 1964/65 stadion gościł rozgrywki I ligi (wówczas najwyższy poziom rozgrywek w Polsce) z udziałem Unii Racibórz. Również dwa sezony (2007/08 i 2008/09) na najwyższym szczeblu rozgrywek na tym stadionie ma za sobą kobieca drużyna Unii, która w dodatku w sezonie 2008/09 wywalczyła mistrzostwo kraju.

#### Sezon 1963/64
Sezon 1963/64 był dla Unii pierwszym w historii sezonem w najwyższej klasie rozgrywkowej. Unici dobrze zaprezentowali się w debiucie, zajmując miejsce w środku tabeli.
| Lp. | Kolejka | Data            | Mecz                               | Wynik     | Bramki                               | Widzów |
| --- | ------- | --------------- | ---------------------------------- | --------- | ------------------------------------ | ------ |
| 1   | 1       | ???             | Unia Racibórz – Zagłębie Sosnowiec | 1:1       | ???                                  | ???    |
| 2   | 3       | ???             | Unia Racibórz – Szombierki Bytom   | 2:5       | ???                                  | ???    |
| 3   | 4       | ???             | Unia Racibórz – Arkonia Szczecin   | 2:2       | ???                                  | ???    |
| 4   | 6       | 7 września 1963 | Unia Racibórz – Legia Warszawa     | 2:2 (2:0) | ??? – Brychczy 58', Korzeniowski 65' | ???    |
| 5   | 8       | ???             | Unia Racibórz – Polonia Bytom      | 4:0       | ???                                  | ???    |
| 6   | 10      | ???             | Unia Racibórz – Odra Opole         | 0:2       | ???                                  | ???    |
| 7   | 12      | ???             | Unia Racibórz – ŁKS Łódź           | 2:0       | ???                                  | ???    |
| 8   | 15      | ???             | Unia Racibórz – Ruch Chorzów       | 3:3       | ???                                  | ???    |
| 9   | 18      | ???             | Unia Racibórz – Wisła Kraków       | 1:0       | ???                                  | ???    |
| 10  | 20      | ???             | Unia Racibórz – Górnik Zabrze      | 2:2       | ???                                  | ???    |
| 11  | 22      | ???             | Unia Racibórz – Stal Rzeszów       | 2:2       | ???                                  | ???    |
| 12  | 24      | ???             | Unia Racibórz – Pogoń Szczecin     | 1:1       | ???                                  | ???    |
| 13  | 26      | ???             | Unia Racibórz – Gwardia Warszawa   | 2:1       | ???                                  | ???    |

#### Sezon 1964/65
W sezonie 1964/65 Unia pożegnała się z I ligą. Przyczyniła się do tego m.in. zła postawa drużyny na własnym boisku – Unia w 13 spotkaniach u siebie zanotowała aż 8 porażek.
| Lp. | Kolejka | Data            | Mecz                               | Wynik     | Bramki                            | Widzów |
| --- | ------- | --------------- | ---------------------------------- | --------- | --------------------------------- | ------ |
| 1   | 2       | ???             | Unia Racibórz – Szombierki Bytom   | 3:2       | ???                               | ???    |
| 2   | 4       | ???             | Unia Racibórz – Zawisza Bydgoszcz  | 2:3       | ???                               | ???    |
| 3   | 9       | ???             | Unia Racibórz – Polonia Bytom      | 0:2       | ???                               | ???    |
| 4   | 11      | ???             | Unia Racibórz – Pogoń Szczecin     | 1:2       | ???                               | ???    |
| 5   | 13      | ???             | Unia Racibórz – Stal Rzeszów       | 1:3       | ???                               | ???    |
| 6   | 14      | ???             | Unia Racibórz – Odra Opole         | 2:1       | ???                               | ???    |
| 7   | 16      | ???             | Unia Racibórz – Gwardia Warszawa   | 1:0       | ???                               | ???    |
| 8   | 18      | ???             | Unia Racibórz – Ruch Chorzów       | 1:3       | ???                               | ???    |
| 9   | 19      | ???             | Unia Racibórz – Górnik Zabrze      | 0:4       | ???                               | ???    |
| 10  | 20      | ???             | Unia Racibórz – Śląsk Wrocław      | 2:0       | ???                               | ???    |
| 11  | 21      | ???             | Unia Racibórz – ŁKS Łódź           | 1:1       | ???                               | ???    |
| 12  | 23      | 13 czerwca 1965 | Unia Racibórz – Legia Warszawa     | 0:2 (0:0) | Skurzyński 64', Brychczy 88' (k.) | ???    |
| 13  | 25      | ???             | Unia Racibórz – Zagłębie Sosnowiec | 2:5       | ???                               | ???    |

#### Sezon 2007/08 (kobiety)
W sezonie 2007/08 w najwyższym szczeblu rozgrywek zadebiutowała z kolei kobieca drużyna Unii Racibórz. Start był udany – Unitki bez problemu utrzymały się w Ekstralidze. Retransmisję z pierwszego meczu z Medykiem Konin pokazała telewizja TVP 3 Katowice.
| Lp. | Kolejka | Data                           | Mecz                                    | Wynik     | Bramki                                                                                   | Widzów |
| --- | ------- | ------------------------------ | --------------------------------------- | --------- | ---------------------------------------------------------------------------------------- | ------ |
| 1   | 1       | 2 września 2007, g. 12.00      | Unia Racibórz – Medyk Konin             | 1:3 (0:2) | Rytwińska 50' – Gawrońska 5', Tarczyńska 25', 72'                                        | 800    |
| 2   | 3       | 15 września 2007, g. 14.00     | Unia Racibórz – AZS Wrocław             | 0:2 (0:1) | Pożerska 41', Żyła 60'                                                                   | ???    |
| 3   | 5       | 6 października 2007, g. 15.00  | Unia Racibórz – Czarni Sosnowiec        | 0:0 (0:0) | –                                                                                        | ???    |
| 4   | 7       | 20 października 2007, g. 15.00 | Unia Racibórz – Gol Częstochowa         | 2:2 (0:0) | Sznyrowska 60', 89' – Stobba 75', Otrębska 90'                                           | 250    |
| 5   | 9       | 3 listopada 2007, g. 13.30     | Unia Racibórz – AZS PWSZ Biała Podlaska | 4:0 (2:0) | Wiśniewska 30', Sznyrowska 44', Sęga 68' (k.), 89' (k.)                                  | ???    |
| 6   | 11      | 22 marca 2008, g. 14.00        | Unia Racibórz – Medyk Konin             | 2:6 (1:3) | Mańczyńska 5', Wiśniewska 90' – Tarczyńska 12', 24', 70', Gawrońska 23', 65', Sikora 80' | ???    |
| 7   | 13      | 5 kwietnia 2008, g. 16.00      | Unia Racibórz – AZS Wrocław             | 0:3 (0:2) | Żelazko 11' (k.), Bochra 45', 70'                                                        | ???    |
| 8   | 15      | 19 kwietnia 2008, g. 16.00     | Unia Racibórz – Czarni Sosnowiec        | 2:1 (2:0) | Wiśniewska 24', Sznyrowska 45' – Drozdowska 65'                                          | ???    |
| 9   | 17      | 18 maja 2008, g. 12.00         | Unia Racibórz – Gol Częstochowa         | 1:0 (1:0) | Wiśniewska 33'                                                                           | ???    |
| 10  | 19      | 1 czerwca 2008, g. 15.00       | Unia Racibórz – AZS PWSZ Biała Podlaska | 3:2 (2:2) | Wiśniewska 7', Sznyrowska 33', Rżany 70' – ??? 17', Ciupińska 28'                        | ???    |

#### Sezon 2008/09 (kobiety)
Sezon 2008/09 był historyczny dla Unitek – zdobyły one w nim bowiem mistrzostwo kraju. Zawodniczki tytuł wywalczyły na kolejkę przed końcem rozgrywek, pokonując 17 maja 2009 na wyjeździe AZS Wrocław 1:0.
| Lp. | Kolejka | Data                           | Mecz                                    | Wynik      | Bramki | Widzów |
| --- | ------- | ------------------------------ | --------------------------------------- | ---------- | --- | ------ |
| 1   | 2       | 20 sierpnia 2008, g. 17.00     | Unia Racibórz – Gol Częstochowa         | 5:1 (3:0)  | Wiśniewska 3', Karcz 7', Mańczyńska 23', Sznyrowska 47', Stobba 58' – Tarabasz 83'                                             | ???    |
| 2   | 4       | 30 sierpnia 2008, g. 17.00     | Unia Racibórz – AZS Wrocław             | 0:0 (0:0)  | – | ???    |
| 3   | 6       | 20 września 2008, g. 16.00     | Unia Racibórz – Medyk Konin             | 2:1 (2:1)  | Wiśniewska 14', 40' – Mateńko 41'                                                                                              | ???    |
| 4   | 8       | 12 października 2008, g. 15.00 | Unia Racibórz – AZS PWSZ Biała Podlaska | 5:0 (3:0)  | Banach 2', Winczo 28', 37', 76', Wiśniewska 90'                                                                                | ???    |
| 5   | 10      | 26 października 2008, g. 14.00 | Unia Racibórz – Praga Warszawa          | 6:0 (4:0)  | Wiśniewska 2', 6', 85', Sznyrowska 19', 38', Markowska 46' (sam.)                                                              | ???    |
| 6   | 12      | 16 listopada 2008, g. 13.30    | Unia Racibórz – Gol Częstochowa         | 7:0 (4:0)  | Winczo 10', Mańczyńska 18', 59', Wiśniewska 30', 60', Sznyrowska 39', Rżany 84'                                                | 250    |
| 7   | 14      | 28 marca 2009, g. 16.00        | Unia Racibórz – AZS Wrocław             | 0:0 (0:0)  | – | ???    |
| 8   | 16      | 8 kwietnia 2009, g. 17.00      | Unia Racibórz – Medyk Konin             | 2:0 (1:0)  | Wiśniewska 5', 65' | 600    |
| 9   | 18      | 2 maja 2009, g. 17.00          | Unia Racibórz – AZS PWSZ Biała Podlaska | 2:0 (1:0)  | Sznyrowska 27', Konsek 58' (k.)                                                                                                | 600    |
| 10  | 20      | 23 maja 2009, g. 16.00         | Unia Racibórz – Praga Warszawa          | 15:0 (7:0) | Sznyrowska 9', 13', Rytwińska 12', Wiśniewska 27', 35', 39', 56', 61', 65', 80', 82', Mańczyńska 31', Rżany 54', Sęga 57', 59' | 800    |

Po zdobyciu mistrzostwa Polski w sezonie 2008/2009 kobieca drużyna Unii Racibórz nadal występowała w Ekstralidze, lecz przeniosła się na większy stadion OSiR-u.

### Spotkania Pucharu Polski
Na stadionie odbyło się również kilka ważnych spotkań w ramach piłkarskiego Pucharu Polski. Poniższe zestawienie obejmuje wszystkie rozegrane spotkania w ramach tych rozgrywek od co najmniej 1/8 finału:

#### Spotkania męskich drużyn
Na stadionie rozegrano kilka istotnych spotkań w ramach tych rozgrywek. W sezonie 1956/57 Unia w ćwierćfinale pokonała u siebie Zagłębie Sosnowiec i awansowała do półfinału, gdzie również na własnym boisku nie sprostała Górnikowi Zabrze. W sezonie 1968/69 niewiele zabrakło do kolejnego awansu do półfinału. 7 kwietnia 1969 w rewanżowym spotkaniu z Unią Tarnów o awansie zadecydowały dopiero rzuty karne, w których Raciborzanie ulegli 2:4.
| Lp. | Edycja  | Szczebel            | Data            | Mecz                               | Wynik                  | Bramki | Widzów |
| --- | ------- | ------------------- | --------------- | ---------------------------------- | ---------------------- | ------ | ------ |
| 1   | 1956/57 | Ćwierćfinał         | ???             | Unia Racibórz – Zagłębie Sosnowiec | 3:1                    | ???    | ???    |
| 2   | 1956/57 | Półfinał            | ???             | Unia Racibórz – Górnik Zabrze      | 2:7                    | ???    | ???    |
| 3   | 1964/65 | 1/8 finału          | ???             | Unia Racibórz – Gwardia Warszawa   | 1:2                    | ???    | ???    |
| 4   | 1968/69 | Ćwierćfinał, rewanż | 7 kwietnia 1969 | Unia Racibórz – Unia Tarnów        | 2:1 (1:1, 2:1), k. 2:4 | ???    | ???    |
| 5   | 1969/70 | 1/8 finału          | ???             | Unia Racibórz – Zagłębie Sosnowiec | 1:6                    | ???    | ???    |

#### Spotkania kobiecych drużyn
Również kobiety zapisały na kartach historii kilka istotnych spotkań w ramach Pucharu Polski. Dwukrotnie zanotowały one na nim porażkę w półfinale tych rozgrywek, odpadając z Medykiem Konin i AZS-em Wrocław. W sezonie 2006/07 Unitki odpadły w ćwierćfinale, również z AZS-em Wrocław. W sezonie 2009/10 w półfinale udało się pokonać AZS PSW Biała Podlaska i awansować do finału w Kutnie, gdzie po raz pierwszy w historii Unitki zdobyły to trofeum.

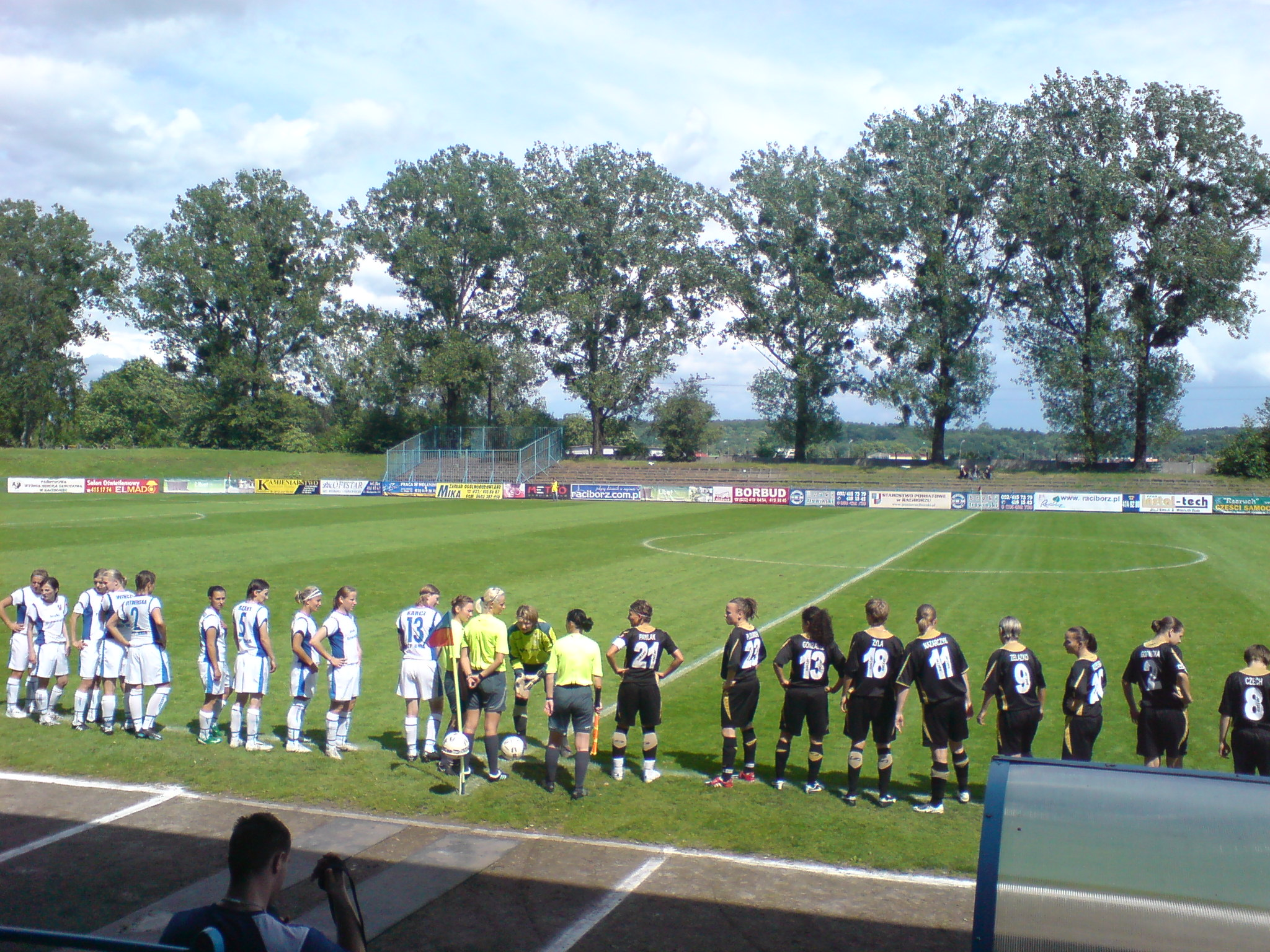
Półfinał Pucharu Polski kobiet 2008/09

| Lp. | Edycja  | Szczebel    | Data                      | Mecz                                   | Wynik      | Bramki | Widzów |
| --- | ------- | ----------- | ------------------------- | -------------------------------------- | ---------- | --- | ------ |
| 1   | 2004/05 | 1/8 finału  | 13 kwietnia 2005          | Unia Racibórz – AZS Wrocław            | 2:7        | ??? | ???    |
| 2   | 2005/06 | 1/8 finału  | 25 marca 2006, g. 15.00   | Unia Racibórz – Atena Poznań           | 3:0 (1:0)  | ??? | ???    |
| 3   | 2005/06 | Półfinał    | 10 maja 2006              | Unia Racibórz – Medyk Konin            | 1:3        | Konsek ??' – ??? | ???    |
| 4   | 2006/07 | Ćwierćfinał | 3 kwietnia 2007, g. 16.30 | Unia Racibórz – AZS Wrocław            | 1:10 (1:3) | Konsek 13' – Żelazko 24', 89', Gibek 26', 85', Bochra 32', Bandych 52' (sam.), Bezdziecka 63', 68', 88', Pożerska 73' | ???    |
| 5   | 2008/09 | Półfinał    | 7 czerwca 2009, g. 15.00  | Unia Racibórz – AZS Wrocław            | 0:2 (0:0)  | Gonzalez 56', Tarczyńska 77'                                                                                          | ???    |
| 6   | 2009/10 | Półfinał    | 8 czerwca 2010, g. 16.00  | Unia Racibórz – AZS PSW Biała Podlaska | 1:0 (1:0)  | Wiśniewska 21' | ???    |

### Inne ważne spotkania
Oprócz wymienionych wyżej spotkań, należy wspomnieć także o meczach w ramach II ligi (na tym stadionie Unia Racibórz – zarówno mężczyźni, jak i kobiety – wywalczała awans na najwyższy poziom rozgrywek piłkarskich) oraz o rozgrywkach juniorów (drużyna Unii dwukrotnie, w 1954 oraz 1956 roku zdobywała tytuł juniorskiego Mistrza Polski, rozgrywając swoje spotkania przy Srebrnej 12).